# Michael Wala
Michael Wala (* 6. Juni 1954 in Hamburg) ist ein deutscher Historiker.

## Leben
Wala absolvierte ein Studium an der Hochschule für Wirtschaft und Politik in Hamburg, das er 1978 als Diplom-Volkswirt abschloss. 1982 folgte der Master of Arts in Geschichtswissenschaft an der University of Wisconsin–Madison. 1988 promovierte er an der Universität Hamburg. 1996 habilitierte er an der Friedrich-Alexander-Universität Erlangen-Nürnberg. Von 1988 bis 2000 war er als Hochschulassistent und Oberassistent an der Universität Erlangen-Nürnberg tätig. 1991/1992 war er Gastdozent an der Stanford University, 1997 Gastdozent an der Hoover Institution der Stanford University. Im April 1999 nahm er eine Austauschdozentur an der Swansea University in Wales wahr. 2000 vertrat er den Lehrstuhl für Anglo-Amerikanische Geschichte am Historischen Seminar der Universität zu Köln. 2000/2001 folgte eine Gastprofessur am St. Olaf College, Northfield (Minnesota), USA. Von 2002 bis 2004 vertrat er die Professur für Amerikanische Kulturgeschichte am Amerika-Institut der Ludwig-Maximilians-Universität München. Seit 2004 lehrt er als Professor für Geschichte Nordamerikas an der Ruhr-Universität Bochum.
Zusammen mit Constantin Goschler widmete sich Wala von November 2011 bis Ende 2014 der Erforschung der frühen Entstehungszeit des Bundesamtes für Verfassungsschutz. Wala untersuchte von 2019 bis 2021 die Arbeit der Spionageabwehr des Bundesamtes für Verfassungsschutz gegenüber dem früheren Ministerium für Staatssicherheit (MfS) während des Kalten Krieges.
Wala hat eine Tochter und einen Sohn.

## Schriften (Auswahl)
Monographien
- Der Stasi-Mythos: DDR-Auslandsaufklärung und der Verfassungsschutz. Ch. Links, Berlin 2023, ISBN 978-3-96289-192-3.[4]
- zusammen mit Benjamin Carter Hett: Otto John. Patriot oder Verräter. Eine deutsche Biographie, Rowohlt, Hamburg 2019.
- zusammen mit Constantin Goschler: „Keine neue Gestapo“. Das Bundesamt für Verfassungsschutz und die NS-Vergangenheit, Rowohlt, Reinbek 2015.
- zusammen mit Philipp Gassert: Weltmacht USA, Reclam, Ditzingen 2013.
- zusammen mit Philipp Gassert und Mark Häberlein: Kleine Geschichte der USA, Reclam, Ditzingen 2007 (Paperback 2008).
- Weimar und Amerika. Botschafter Friedrich von Prittwitz und Gaffron und die deutsch-amerikanischen Beziehungen von 1927 bis 1933 (= Transatlantische Historische Studien. Bd. 12), Steiner, Stuttgart 2001.
- The Council on Foreign Relations and American Foreign Policy in the Early Cold War, Berghahn Books, New York/Oxford 1994.
- Winning the Peace. Amerikanische Außenpolitik und der Council on Foreign Relations, 1945 bis 1950, Steiner, Stuttgart 1990.

Herausgeberschaften
- Allen W. Dulles: The Marshall Plan, Berg Publishers, Oxford 1993.
- zusammen mit Ursula Lehmkuhl: Technologie und Kultur. Europas Blick auf Amerika vom 18. bis zum 20. Jahrhundert, Böhlau, Köln 2000.
- Gesellschaft und Diplomatie im transatlantischen Kontext, Steiner, Stuttgart 1999.
- zusammen mit Heike Bungert und Jan Heitmann: Secret Intelligence in the Twentieth Century, Cass, London 2003.
- zusammen mit Jeanne Cortiel, Kornelia Freitag und Christine Gerhardt: Religion in the United States, C. Winter, Heidelberg 2011.
- George Vancouver – Reise zum Nordpazifik und um die Welt, Edition Erdmann, Wiesbaden 2015.
- zusammen mit Jan Erik Schulte: Widerstand und Auswärtiges Amt. Diplomaten gegen Hitler, Siedler, München 2013.